# Wonokusumo (Tapen)
Wonokusumo is een bestuurslaag in het regentschap Bondowoso van de provincie Oost-Java, Indonesië. Wonokusumo telt 4310 inwoners (volkstelling 2010).